# اسدآباد (سوادکوه)
اسدآباد، روستایی است از توابع بخش مرکزی شهرستان سوادکوه در استان مازندران ایران.

## جمعیت
این روستا در دهستان راستوپی قرار دارد و براساس سرشماری مرکز آمار ایران در سال ۱۳۸۵، جمعیت آن ۳۳ نفر (۸خانوار) بوده‌است.